# Andrzej Ruciński
Andrzej Ruciński (* 15. Oktober 1958 in Kłodawa, Powiat Kolski, Woiwodschaft Großpolen) ist ein polnischer Politiker (Samoobrona).
Ab der Parlamentswahl in Polen 2005 war er Abgeordneter der Samoobrona im Sejm, aus dem er mit der vorgezogenen Parlamentswahl in Polen 2007 wieder ausschied. Er wurde mit 2.366 Stimmen aus dem Wahlkreis 37 Konin gewählt.

## Persönliches
Ruciński ist verheiratet.